# 香港双袋兰
香港双袋兰（学名：Disperis nantauensis）为兰科双袋兰属下的一个种。

## 扩展阅读
- 維基物種上的相關：香港双袋兰